# Sojuz T-8
Sojuz T-8 (ryska: Союз Т-8) var en flygning i det sovjetiska rymdprogrammet. Planen var att man skulle docka med rymdstationen Saljut 7. Farkosten sköts upp med en Sojuz-U-raket från Kosmodromen i Bajkonur den 20 april 1983.
Under uppskjutningen skadades den radar som används vid dockning. Detta gjorde att dockningen fick genomföras manuellt och endast med ett periskop som hjälpmedel. Under slutskedet av dockningsmanövern ansåg Titov att de båda farkosterna närmade sig för fort och att de åtgärder han vidtog inte hade önskad verkan, varför han avbröt dockningen. Vid det laget hade så pass mycket bränsle använts att ett andra försök ej kunde genomföras.
Farkosten återinträdde i jordens atmosfär och landade i Sovjetunionen den 22 april 1983.